# Байовица
Байовица е пещера в Северна България, на левия бряг на река Байовица, на около 700 метра западно от пътя Тетевен – Черни Вит. Тя има югоизточно изложение. Отстои на около 80 – 100 м от реката и на няколкостотин метра от едноименната махала Байовица в състава на тетевенския квартал Полатен. Пещерата е с дължина от 156 м. В нея са открити останки от хора, живели през каменната епоха.